# Matthias Fletzberger
Matthias Fletzberger (* 1965 in Wien) ist ein österreichischer Dirigent und Pianist.

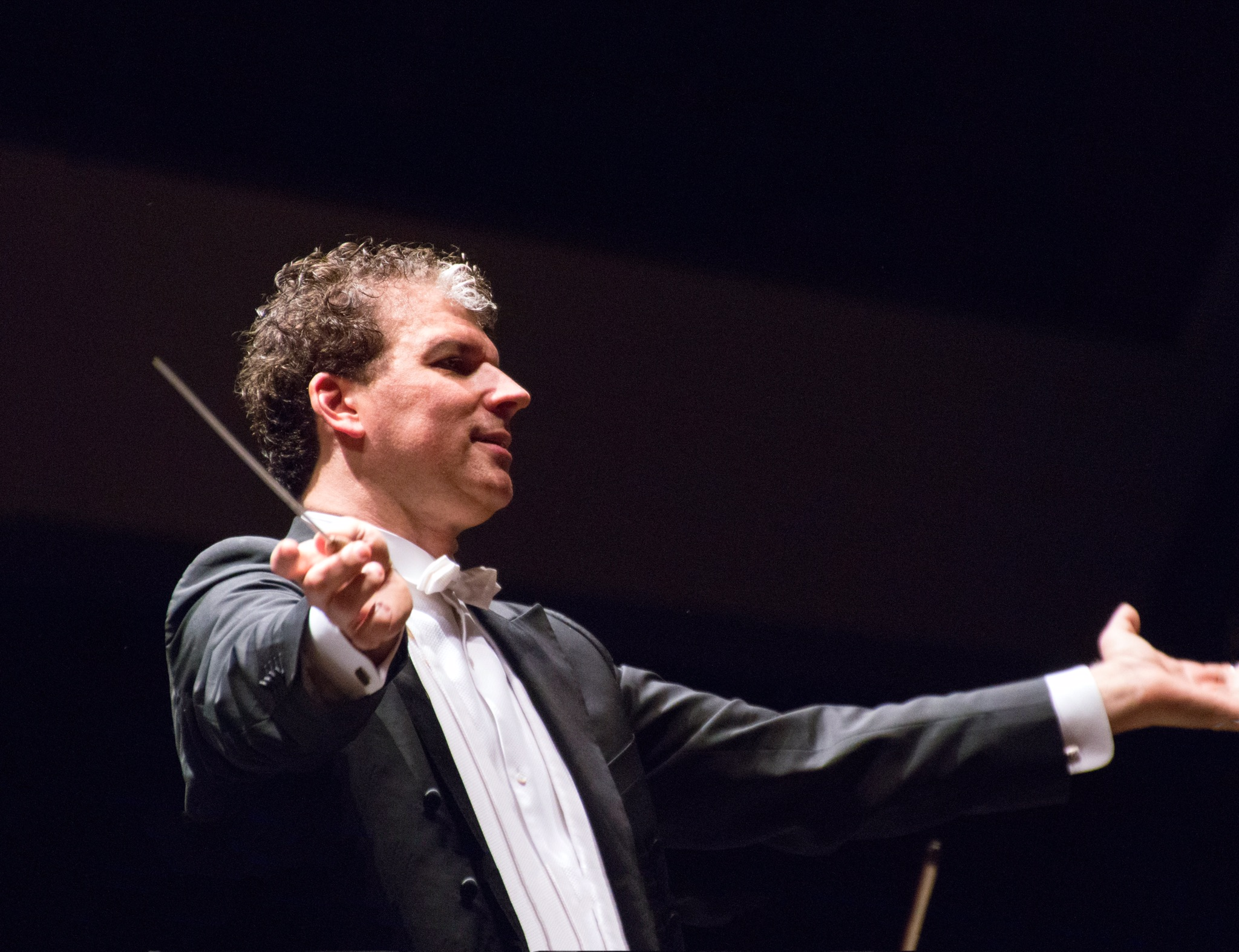
Matthias Fletzberger in der Roy Thomson Hall, Toronto

## Leben
Im Alter von fünf Jahren wurde er an der Wiener Musikakademie (heute Musikuniversität) als einer der jüngsten Studenten in Klavier und Geige unterrichtet. 1977 gewann er den ersten Preis des nationalen Musikwettbewerbes „Jugend musiziert“ und wurde in die Konzertfachklasse von Hans Graf aufgenommen, wo er 1986 sein Diplom erhielt. Zu seinen weiteren Lehrern zählen Jacques Rouvier, Tatjana Nikolaijewa, Leon Fleisher und Nicole Hénriot-Schweitzer.
Noch während des Studiums gewann er internationale Wettbewerbspreise, so zum Beispiel die Silbermedaille beim Busoni-Wettbewerb in Bozen und den ersten Preis beim Bösendorfer-Wettbewerb in Wien. Von 1985 bis 1991 trat er in Soloabenden, Klavierkonzerten, Kammermusikabenden sowie in Rundfunk- und Fernsehsendungen auf allen Kontinenten auf.
Motiviert von Elisabeth Schwarzkopf und Rolf Liebermann sowie unterrichtet von Ferdinand Leitner und Carl Melles wandte er sich dem Theater zu. Er arbeitete als Studienleiter in Salzburg und an der Prager Staatsoper, als musikalischer Leiter des Jugendstiltheaters Wien, als Dirigent bei den Wiener Festwochen sowie als Kapellmeister am Stadttheater St. Gallen.
1998 erfolgte eine künstlerische Neuorientierung. Er suchte einen neuen Zugang zur Musik, indem er „Clubbings“ (70er Jahre, Disco, House und Techno) in den Sofiensälen, dem größten historischen Ballsaal in Wien, für bis zu 8.000 Besucher pro Abend organisierte. Parallel dazu versuchte er, eine Verbindung zwischen Klassik und Clubbing herzustellen, indem er das Haus auch für Opern- und Konzertaufführungen öffnete und außerdem Jazz und Popmusik in das Gesamtkonzept einband.
2001 wurden die Sofiensäle durch einen Brand schwer beschädigt. Fletzberger musste in Folge alle getätigten Investitionen abschreiben und mit seiner Veranstaltungsfirma KulturConsult Konkurs anmelden. 2002 begann Fletzberger eine alteingesessene Wiener Diskothek, das "Atrium" (heute Ost Klub) zu revitalisieren. Im Sommer 2003 folgten dann große Erfolge als Veranstalter mit der Sommerszene Hochstrahlbrunnen am Schwarzenbergplatz sowie im Sommer 2005 mit der EM-Lounge im Wiener Kursalon. In den folgenden Jahren zog er sich von allen künstlerischen Tätigkeiten zurück und war als Konsulent für verschiedene Veranstalter und Firmen tätig.
Seit Herbst 2008 konzertiert er wieder sowohl als Dirigent als auch als Pianist (solistisch, als Kammermusiker und Liedbegleiter). Im Jahr 2011 veröffentlichte er seine erste CD/DVD mit der Geigerin Lidia Baich mit gemeinsamen Arrangements von bekannten symphonischen Ballettwerken unter dem Titel „Violin in Motion“' bei der Deutschen Grammophon. Im Jänner 2013 dirigierte er erstmals in Amerika im Rahmen der Konzertserie Salute to Vienna.
In den Jahren 2017 und 2018 erstellte er das musikalische Konzept für das Projekt "Faszination Wagner", von dem er auch am 25. Oktober im Forum Karlin in Zusammenarbeit mit dem Narodni Divadlo Prag die Uraufführung dirigierte. 2018 war er Dirigent für Wagners "Rheingold" in der Regie von Achim Freyer, das den ersten "Ring-Zyklus" im Seoul Arts Center einleiten sollte; die restlichen drei Produktionen haben aber nicht stattgefunden.

## Aufnahmen
- Violin in Motion, CD/DVD 4764638 DG (2011), Universal Music / Deutsche Grammophon
- Comeback-Recital, CD 91201 PR (2012), Preiser Records
- Spät(e) Romantik, CD 91255 PR (2014), Preiser Records

## Preise
- "Jugend musiziert" – Bundeswettbewerb Leoben 1977 (1. Preis)
- Concours International de Piano „Ferruccio Busoni“ – Bozen 1984 (2. Preis und Silbermedaille)
- Arthur Rubinstein International Piano Master Competition - Tel Aviv 1986 (4. Preis und Goldmedaille)
- Paloma O'Shea Santander International Piano Competition 1987 (5. Preis)
- Concours International d'Exécution Musicale „Dr. Luis Sigall“ – Chile 1987 (2. Preis)
- Grand Prix „Maria Callas“ – Athen 1988 (2. Preis)
- Bösendorfer-Klavierwettbewerb – Wien 1988 (1. Preis)